# Povilas Bartušis
Povilas Bartušis (* 1993) ist ein litauischer Badmintonspieler. 

## Karriere
Povilas Bartušis siegte 2010, 2011 und 2012 bei den nationalen Juniorenmeisterschaften. 2012 gewann er bei den Einzelmeisterschaften der Erwachsenen die Herrendoppelkonkurrenz gemeinsam mit Alan Plavin und ebenfalls die Herreneinzelkonkurrenz.

## Sportliche Erfolge
| Saison | Veranstaltung                    | Disziplin    | Platz | Name                                    |
| ------ | -------------------------------- | ------------ | ----- | --------------------------------------- |
| 2010   | Litauen: Juniorenmeisterschaften | Herrendoppel | 1     | Povilas Bartušis / Alan Plavin          |
| 2010   | Litauen: Juniorenmeisterschaften | Mixed        | 1     | Povilas Bartušis / Ieva Linkutė         |
| 2011   | Litauen: Juniorenmeisterschaften | Herrendoppel | 1     | Povilas Bartušis / Alan Plavin          |
| 2011   | Litauen: Juniorenmeisterschaften | Mixed        | 1     | Povilas Bartušis / Ieva Linkutė         |
| 2012   | Litauen: Juniorenmeisterschaften | Herrendoppel | 1     | Povilas Bartušis / Alan Plavin          |
| 2012   | Litauen: Juniorenmeisterschaften | Mixed        | 1     | Povilas Bartušis / Gabrielė Janušonytė  |
| 2012   | Litauen: Einzelmeisterschaften   | Herrendoppel | 1     | Povilas Bartušis / Alan Plavin          |
| 2012   | Litauen: Einzelmeisterschaften   | Herreneinzel | 1     | Povilas Bartušis                        |
| 2014   | Riga Open                        | Herreneinzel | 1     | Povilas Bartušis                        |
| 2014   | Riga Open                        | Herrendoppel | 1     | Povilas Bartušis / Alan Plavin          |
| 2019   | Litauen: Einzelmeisterschaften   | Einzel       | 1     | Povilas Bartušis                        |
| 2019   | Litauen: Einzelmeisterschaften   | Herrendoppel | 1     | Mark Šames / Povilas Bartušis           |
| 2019   | Litauen: Einzelmeisterschaften   | Mixed        | 1     | Povilas Bartušis / Samanta Golubickaitė |
| 2023   | Litauen: Einzelmeisterschaften   | Mixed        | 1     | Povilas Bartušis / Viltė Paulauskaitė   |